# En la zona prohibida
En la zona prohibida es la segunda novela corta del escritor mexicano Eduardo Ramos-Izquierdo, publicada en 2006, en México. Si bien se inscribe dado su género breve en la continuidad de su publicación anterior (“Los años vacíos”, Siglo XXI, 2002), constituye un hito en su producción. En esta novela corta aparecen condensados diferentes temas, técnicas y artificios recurrentes en el autor. En el 2012, fue traducida al italiano.

## Trama
Mientras atraviesa un mal momento, Lino, un detective privado parisino, recibe en su oficina a Roberto Molina, un químico mexicano, quien le hace una extraña solicitud: encontrar a un doble suyo. A pesar de su escepticismo, accede a llevar a cabo una investigación que lo llevará a desafiar los límites de sus convicciones.

## Recursos narrativos
La novela juega con una hibridez genérica que combina lo policíaco con lo fantástico. Para Amalia Guarracino: “La novela, que desde el principio muestra una tendencia fantástica, se enriquece con esa investigación detectivesca que la convierte en un misterio fantástico”.
La novela se inscribe también en un marco realista y cotidiano, que refuerza el efecto inquietante de lo fantástico. Como otras obras del autor, está ambientada en un París variopinto, de barrios privilegiados como humildes o multiculturales, donde transita una amplia fauna de personajes típicamente parisinos. 
Sobre todo, la novela posee un profundo trasfondo lúdico, con continuos retos planteados al lector. Según el crítico y universitario Stefano Tedeschi: “En primer lugar, está el juego de la literatura, las innumerables referencias literarias, los guiños a diferentes géneros, que provocan el placer de hacer interactuar elementos dispares entre sí [...]. Sin embargo, no falta tampoco el juego matemático [...]: el juego de las combinaciones numéricas, de las posibles simetrías y de las correspondencias numerológicas”.

## Personajes
Lino (Narrador): detective parisino de ascendencia italiana
Roberto Molina: químico mexicano que reside en París
Agathe: empleada del Ministerio
Rogelio Montes, Richard Marmottant, Raoul Marot: dobles de Roberto Molina
Tiphaine Orliac: amante de Richard Marmottant
Désiré: mecánico de origen camerunés
Tong: empleado de la Prefectura
Roland: fotógrafo alcohólico  
Mme Toutain: conserje parisina de mal genio 
Avedis: joyero de origen armenio